# Мольва
Мо́льва, или морская щука (лат. Molva molva), — вид морских лучепёрых рыб из семейства тресковых. Объект промысла.

## Описание
Мольва имеет вытянутое тело длиной до 1,8, реже до 2 м, и массой до 45 кг. Голова длинная с конечно расположенным ртом, подбородочный усик длиннее диаметра глаза. Брюшные плавники расположены перед грудными плавниками. Хвостовой плавник закруглённый. Два спинных плавника: первый имеет от 13 до 16, а второй от 59 до 70 мягких лучей, в анальном плавнике от 57 до 66 мягких лучей. 
Спина и голова красновато-коричневого цвета, бока несколько светлее, окраска брюха от жёлтого до белого цвета. Задние части спинных, анального и хвостового плавников чёрные со светлым краем.

## Распространение
Мольва живёт в прибрежных зонах восточной части Атлантического океана от Скандинавии и Исландии до Бискайского залива, кроме того, в Северном море и Скагерраке. Встречается в западной части Средиземного моря.

## Образ жизни
Мольва — морская, придонная рыба, обитает у дна над скалистыми грунтами, больших скоплений не образует. Встречается на глубине от 100 до 1000 м, обычно от 100 до 400 м.  Хищная, питается другими рыбами (сельдевые, тресковые, камбалообразные), а также крупными ракообразными, головоногими и морскими звёздами.

## Размножение
Самцы достигают половой зрелости на 5 году жизни при длине тела 80 см, а самки — в возрасте 5—6 лет при длине тела 90—100 см. Нерест проходит с марта по июль на глубине от 50 до 300 м при температуре 6—10 °C. Одна самка мечет от 6 до 60 млн икринок. Икра пелагическая с жировой каплей, диаметром примерно 1 мм. Молодь первые 3 года обитает в пелагиали вблизи побережья на глубине 15—20 м, а затем отходит на большие глубины и переходит к придонному образу жизни.

## Промысловое значение

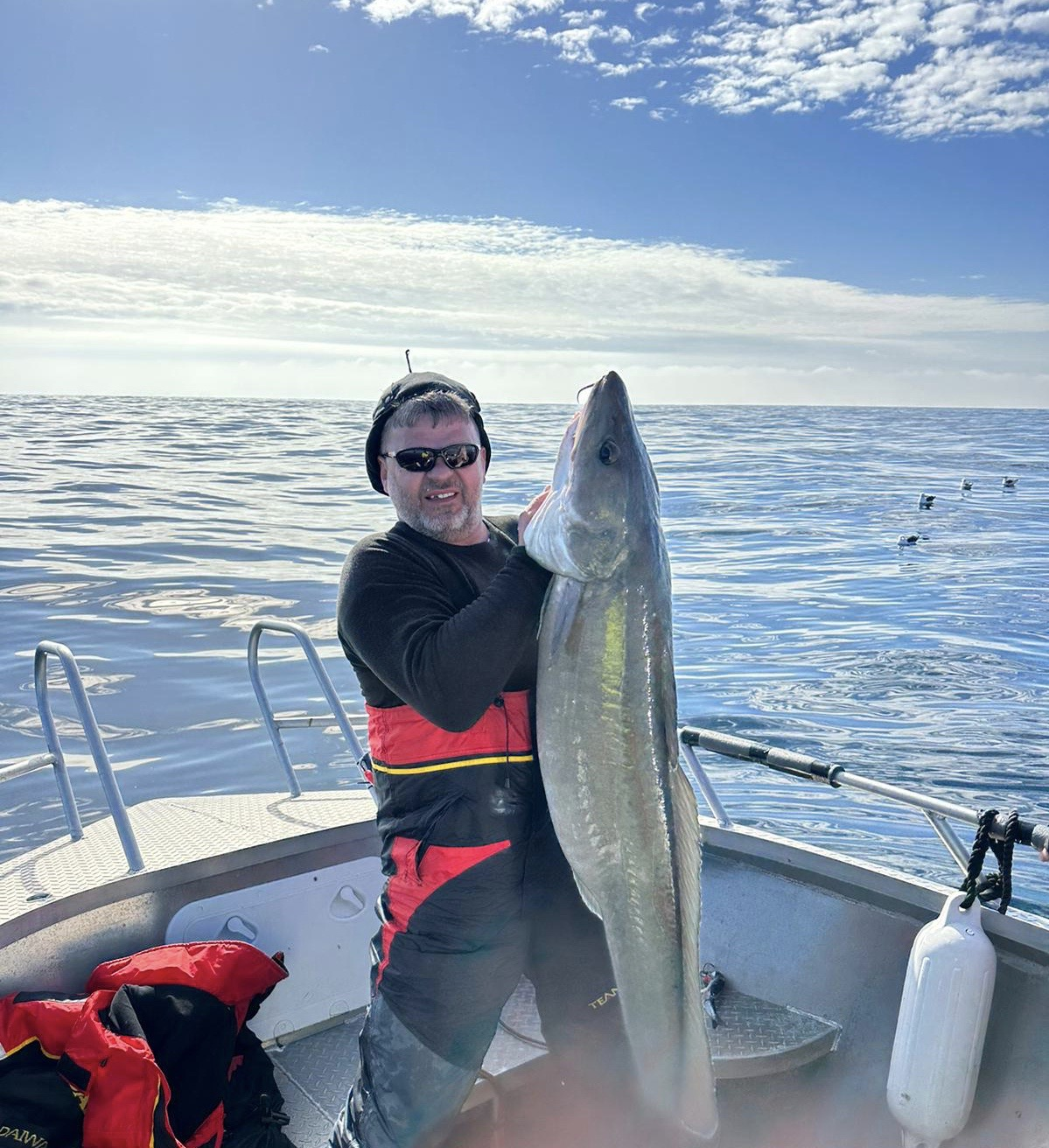
Крупная мольва пойманная в Северной Атлантике

Мольва — ценная промысловая рыба. Добыча мольвы ведётся донными тралами, жаберными сетями и ярусами. Максимальный улов — 71 тыс. тонн — был отмечен в 1973 году. С 2005 по 2014 годы улов варьировался от 34 до 47,5 тысяч тонн. Наибольшее количество мольвы вылавливается в Норвегии, Великобритании, Испании и Франции. Рыба реализуется в замороженном, солёном, вяленом виде, также используется для изготовления рыбной муки.

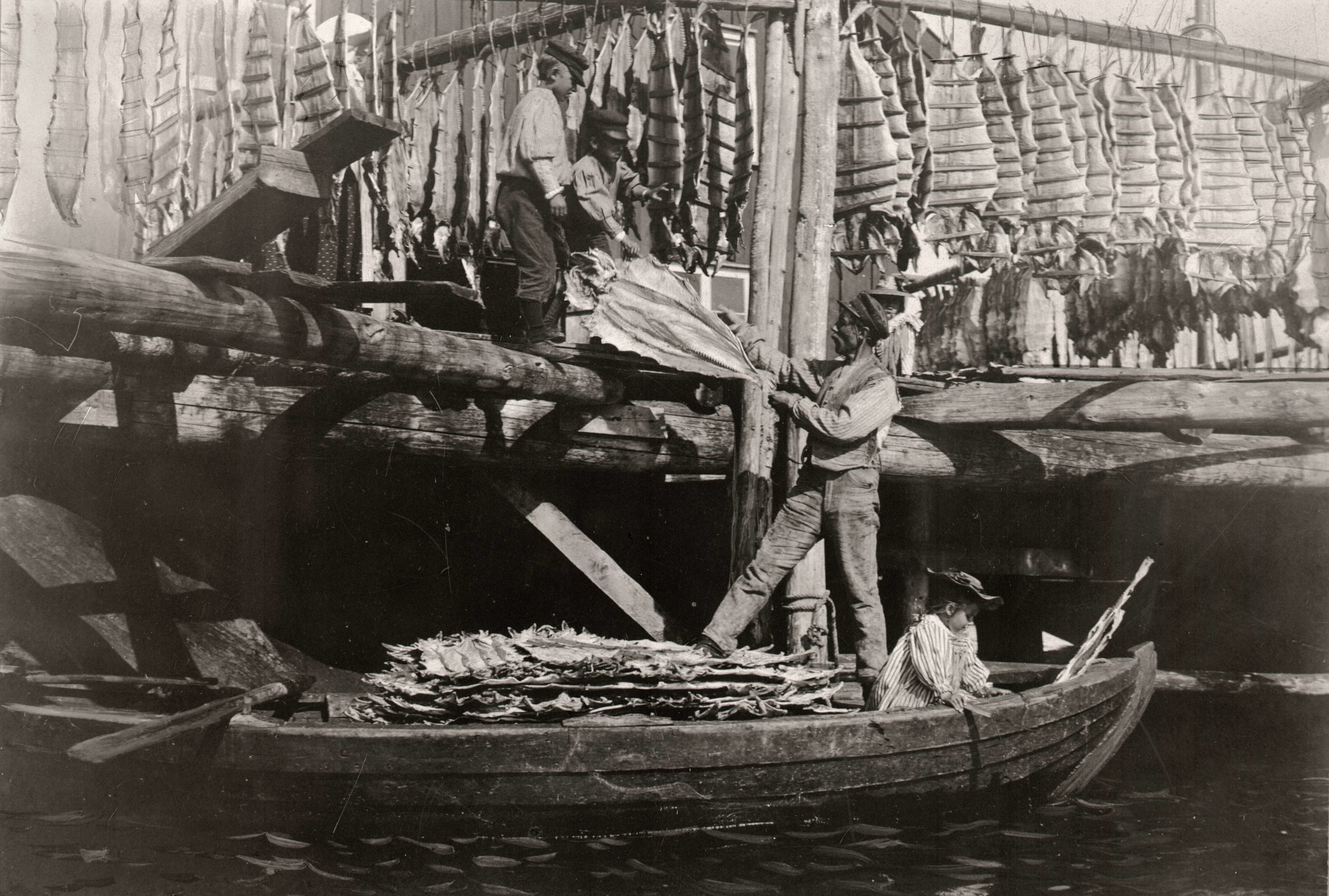
Рыбаки сортируют улов мольвы в деревне Моллосунд[англ.], Швеция. Фото из коллекции Музея северных стран
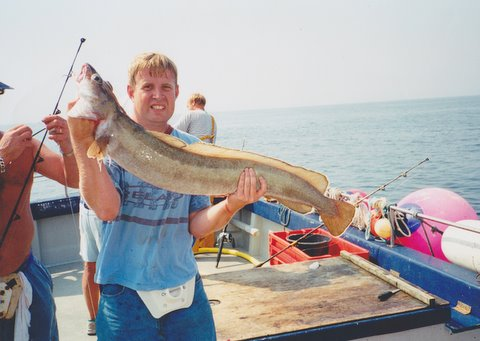
Пойманная крупная мольва